# Бальери, Давид
Давид Баллери (итал. David Balleri; родился 28 марта 1969 года) — итальянский футболист, защитник, ныне тренер молодёжной команды «Ливорно». Играл за ряд итальянских клубов, такие как: «Сампдория», «Ливорно» и «Лечче».

## Биография
22 октября 2006 года, Баллери сыграл свой 300-й матч в Серии А, в матче против «Сиены» (0:0), а свой первый матч в чемпионате Давид сыграл 8 сентября 1993 года.
В сезоне 2009/10 он играл за «Про-Ливорно» в чемпионате «Прима Категория» (7-й уровень в футболе Италии). Он завершил игровую карьеру после получения тренерской лицензии УЕФА, которая позволила ему тренировать команды Лиги Про. 2 года проработав в «Про-Ливорно», как тренер молодёжной и основной команды, Давид стал работать тренером молодёжной команды в «Ливорно».